# مدوسا (دی‌سی کامیکس)
مدوسا (به انگلیسی: Medusa) یک شخصیت خیالی در کتاب‌های کامیک آمریکایی منتشر شده توسط دی‌سی کامیکس و رسانه‌های مرتبط با آن است که عموماً به عنوان دشمن شخصیت ابرقهرمان زن شگفت‌انگیز محسوب می‌شود. این شخصیت با الهام از مخلوقی به همین نام در اساطیر یونانی ساخته شده‌است که به عنوان دختر فورسیس و ستو به‌شمار می‌رود. مدوسا یکی از گورگون‌ها، موجودات افسانه‌ای با موهایی از مارهای زنده و نگاهی خیره‌کننده است. او را نباید با دکتر مایرا رودز، جراح پلاستیک و یکی از اعضای گروه کریچر کماندوز اشتباه گرفت که به شکل تصادفی تبدیل به دکتر مدوسا شد.